# Großkatzenhybride
Großkatzenhybride sind Hybride (Mischlinge) zwischen verschiedenen Arten von Großkatzen, vorrangig zwischen Vertretern der Gattung Panthera. Besonders bekannt sind dabei Hybride zwischen Löwen (Panthera leo) und Tiger (Panthera tigris), wobei mit Liger und Töwe bzw. Tigon je nach Elternpaar zwei Formen unterschieden werden. Beide Namen sind Zusammensetzungen aus den Worten englisch tiger und englisch lion für Löwe. Außerhalb der Gattung Panthera können durch Kreuzung auch Pumaparden entstehen.

## Überblick
|         | Löwin                            | Tigerin | Jaguarin | Leopardin |
| ------- | -------------------------------- | ------- | -------- | --------- |
| Löwe    | Löwe                             | Liger   | Liguar   | Liard     |
| Tiger   | Töwe (tigon, von tiger und lion) | Tiger   | Tiguar   | Tigard    |
| Jaguar  | jaglion (von jaguar und lion)    | Jager   | Jaguar   | Jagulep   |
| Leopard | leopon (von leopard und lion)    | Leotig  | Lepjag   | Leopard   |

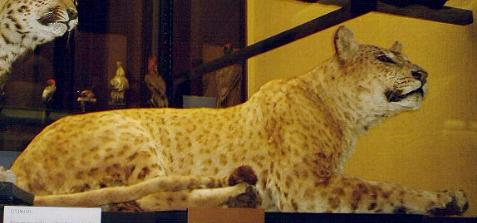
Jaglion im Museum

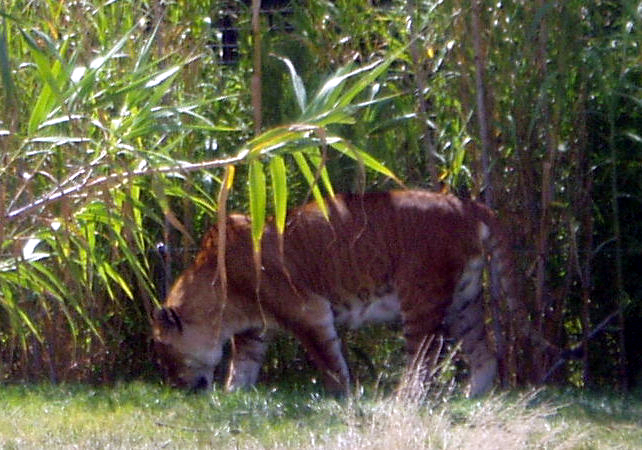
Ein Töwe (Tigon) aus dem Zoo von Canberra

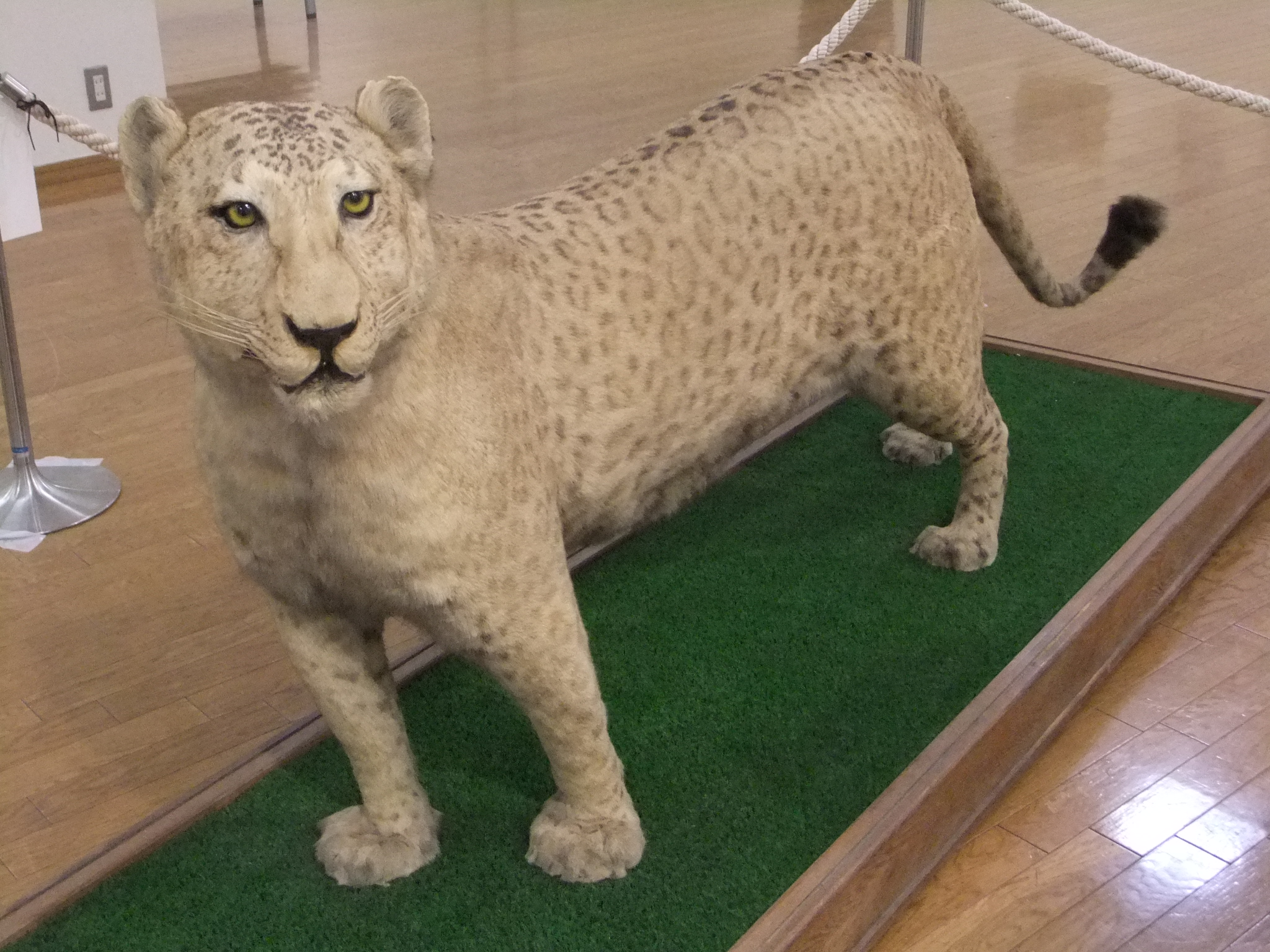
Ein Leopon

Weitergeführte Kreuzungen eines Tigons mit Tigern oder Löwen heißt Ti-Tigon oder Li-Tigon. Eine Kreuzung eines Tigers mit einer Jaguar-Leopardenmischung heißt entsprechend Ti-Lepjag oder Ti-Jagulep usw.
Außerdem gibt es folgende Kreuzungen unter den Katzen:
- Puma × Leopard = Pumapard
- Langschwanzkatze (Margay) × Ozelot = Marlot
- Rotluchs × Luchs = Blynx (Vater: Rotluchs) oder Lynxcat (Vater: Luchs)

|       | Löwe     | Tiger    |
| Löwe  | Löwe     | Töwe     |
| Tiger | Liger    | Tiger    |
| Liger | Li-Liger | Ti-Liger |
| Töwe  | Li-Töwe  | Ti-Töwe  |
| ----- | -------- | -------- |

Löwe und Tiger sind sich von der Größe her ähnlich.
Der Tiger trennte sich vor knapp vier Millionen Jahren von den anderen Arten der Gattung Panthera (Löwe, Leopard und Jaguar). Genetische Kombinationen mit Tigern sind daher erschwert, der gemeinsame Nachwuchs ist in seiner Fortpflanzung meist eingeschränkt. Im Gegensatz zu vielen anderen Hybridvarianten sind weibliche Liger meist fertil. Männliche Liger sind hingegen immer steril. Liger können sich daher nicht untereinander fortpflanzen.
Kreuzungen zwischen weiblichen Ligern und männlichen Löwen und Tigern sind möglich. Ihre Nachkommen entsprechen dann zu drei Vierteln der Art des Vaters.
Die Kreuzung aus weiblichem Liger und männlichem Löwen wird mit Li-Liger und Tölig (engl. Tilon) und Panthera leo × (leo × tigris) bezeichnet. Tölige können sich untereinander fortpflanzen. Ein Li-Liger namens Kiara wurde im September 2012 im Zoo von Nowosibirsk geboren und ist laut der Tageszeitung „taz“ das erste Tier seiner Art.
Die Kreuzung aus weiblichem Liger und männlichem Tiger wird Ti-Liger und Panthera tigris × (leo × tigris) genannt.
Ein Erklärungsversuch des Marozi ist ein Hybrid von Löwe und Leopard.

## Liger
Liger sind das Kreuzungsprodukt aus einem männlichen Löwen und einem weiblichen Tiger. Sie kommen in freier Wildbahn nicht vor, da ihre natürlichen Lebensräume sich nicht mehr überschneiden, werden jedoch in Zoos und Zirkussen geboren. Äußerlich besitzen sie die Statur eines Löwen mit hellen, zuweilen zu Flecken aufgelösten Streifen eines Tigers, allerdings zeigen sie oft einen deutlichen Fettansatz, weshalb sie nicht selten etwas kurzbeinig erscheinen. Männliche Liger bilden gelegentlich auch eine leichte Mähne aus. Sie werden bisweilen größer als ihre Eltern, da wachstumshemmende Gene nur von den jeweils nicht beteiligten Geschlechtern weitergegeben werden. Bei den Männchen tritt zusätzlich durch die Sterilität ein gewisser Kastrationseffekt ein, und sie legen besonders viel Gewicht zu. Der Liger ist der größte Hybride in der Katzenfamilie. Er wird 3 m bis 3,50 m lang und kann ein Gewicht von mehr als 350 Kilogramm erreichen.
Männliche Liger sind steril, jedoch können die Weibchen sich sowohl mit männlichen Löwen als auch Tigern erfolgreich fortpflanzen, wobei diese Nachkommen keine reinen Liger mehr sind, sondern Zwischenformen zwischen einem Liger und der Art des Vaters. Seit 2005 kann im Zoo von Nowosibirsk (Russland) ein Liger beobachtet werden. Im Zoo von Grömitz (Deutschland) gab es drei Liger. Der letzte musste im Februar 2008 wegen Altersschwäche eingeschläfert werden.

## Töwe
Die Kreuzungsform zwischen einem männlichen Tiger und einem weiblichen Löwen wird als Töwe oder Tigon bezeichnet. Töwen sind im Gegensatz zu Ligern deutlich kleiner als die Elternteile und die Sterberate der Föten ist recht hoch.